# Furth bei Göttweig
Furth bei Göttweig (bis Ende 1966 nur Furth) ist eine Marktgemeinde mit 3003 Einwohnern (Stand 1. Jänner 2025) im Bezirk Krems-Land in Niederösterreich.

## Geografie

### Geografische Lage
Furth bei Göttweig liegt im Mostviertel am östlichen Ausgang der Wachau und am Ostrand des Dunkelsteinerwaldes in Niederösterreich. Die Fläche der Marktgemeinde umfasst 12,42 Quadratkilometer. 24 Prozent der Fläche sind bewaldet, 23,3 Prozent sind Weingärten.

### Gemeindegliederung

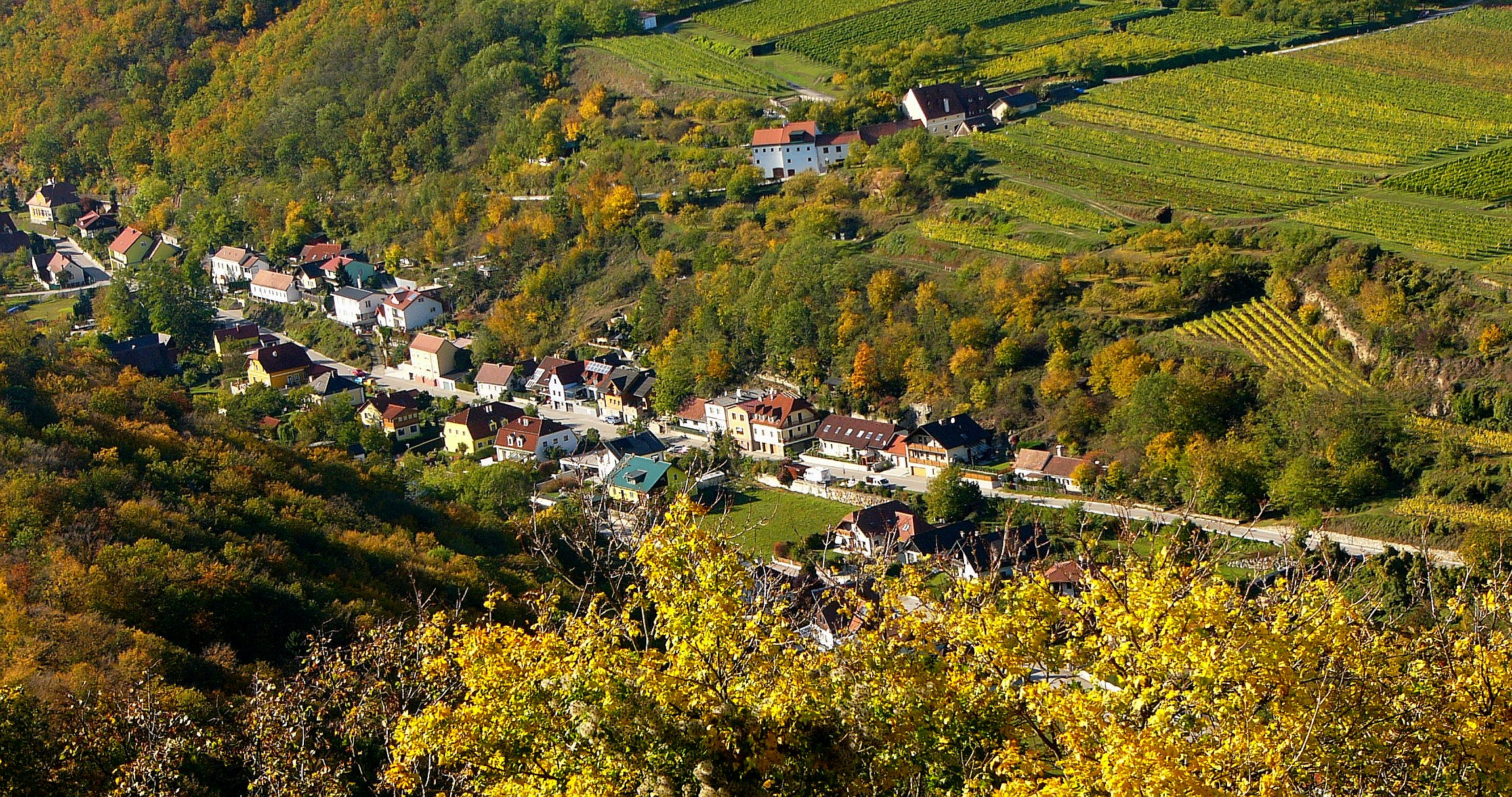
Steinaweg vom Benediktinerstift Göttweig aus gesehen

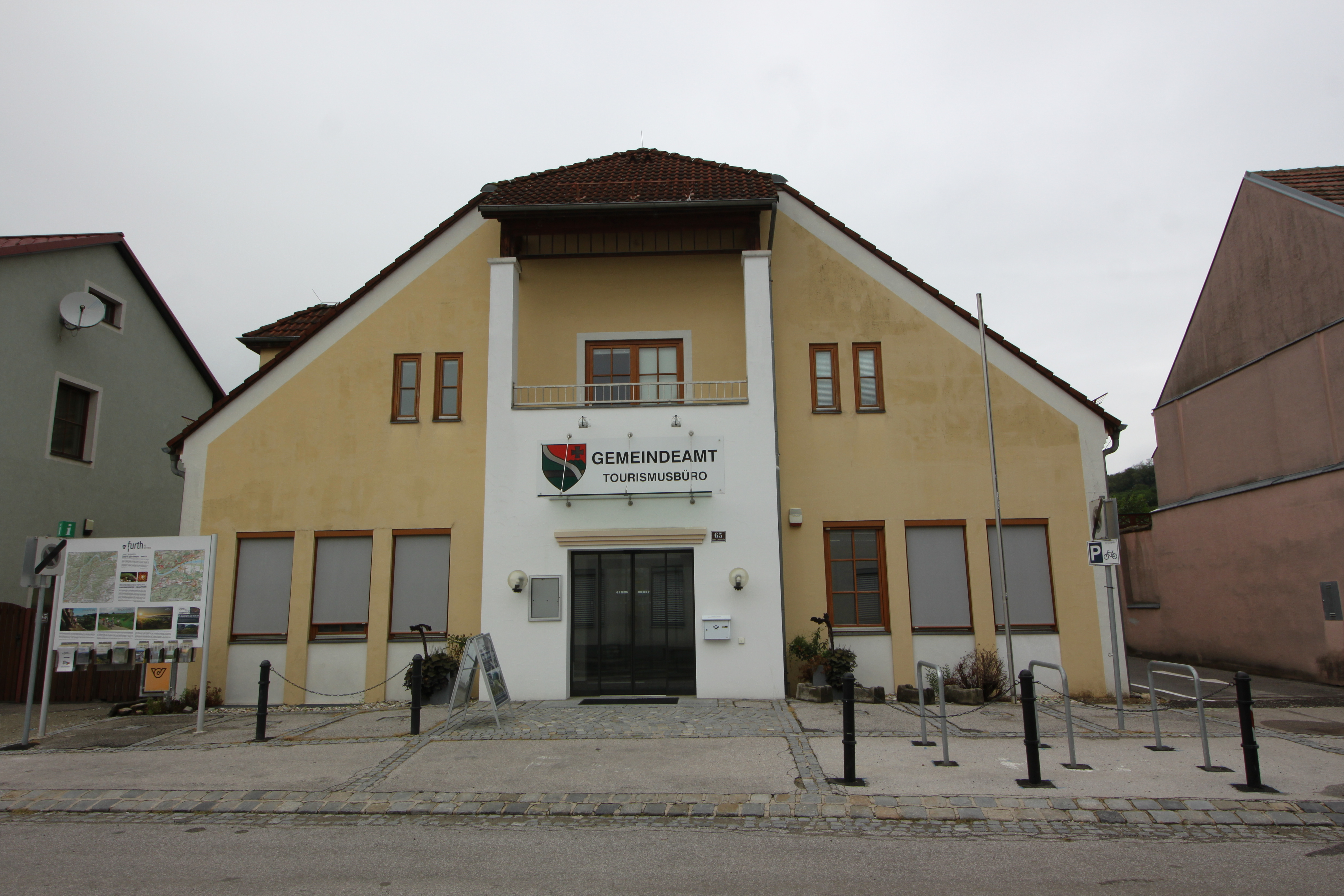
Gemeindeamt

Das Gemeindegebiet umfasst folgende sieben Ortschaften (in Klammern Einwohnerzahl Stand 1. Jänner 2025):
- Aigen (129)
- Furth bei Göttweig (1723)
- Klein-Wien (58)
- Oberfucha (150)
- Palt (726)
- Steinaweg (191)
- Stift Göttweig (26)

Die Gemeinde besteht aus den Katastralgemeinden Aigen, Furth, Göttweig, Oberfucha, Palt und Steinaweg.

### Nachbargemeinden
|         | Krems   |       |
| Mautern | Kompass | Krems |
|         | Paudorf |       |

## Geschichte
Der Name „Furth“ kam dadurch zustande, dass die Fladnitz hier leicht passierbar war. Das Wort „Furt“ bedeutet so viel wie Weg oder Fahrweg. Die erste Nennung des Ortes erfolgte um 1138 in der Göttweiger Gründungsurkunde. Bischof Altmann fand den Ort bereits vor.
Palt wurde 1309 erstmals erwähnt. Der Name bedeutet so viel wie Feuchtraum (Mündung der Fladnitz in die Donau).
Aigen ist nicht als Bauerndorf entstanden, sondern wurde als Siedlung von Handwerkern und Arbeitern etwa um 1300 gegründet.
Steinaweg wird in den ältesten Göttweiger Besitzverzeichnissen noch nicht genannt (ca. 1302). Römer dürften diese Wegstrecke als steinreich empfunden haben, daher der Name.
Oberfucha wurde 1251 gegründet und befand sich größtenteils im Besitz des bayrischen Stiftes Osterhofen. Später wurde der Ort eingetauscht.
Kleinwien ist der älteste Ortsteil. Um 1140 gab es bereits Kirche, Nonnenkloster, Mühle und Wohnstätten. Vermutlich um 1200 wurde das Frauenkloster auf den Göttweiger Berg verlegt.
Laut Adressbuch von Österreich waren im Jahr 1938 in der Marktgemeinde Furth ein Arzt, drei Bäcker, zwei Binder, ein Fahrradhändler, ein Fellhändler, zwei Fleischer, zwei Friseure, ein Fuhrwerker, ein Gärtner, drei Gastwirte, sechs Gemischtwarenhändler, ein Grabsteinerzeuger, zwei Hebammen, ein Maler, ein Maurermeister, eine Mühle, eine Obst- und Gemüsehändlerin, ein Radiohändler, zwei Sattler, zwei Schlosser, ein Schmied, ein Schneider und zwei Schneiderinnen, vier Schuster, zwei Tischler, ein Uhrmacher, ein Viehhändler, drei Weinhändler, zwei Zuckerwarenhändler und einige Landwirte ansässig. Zudem gab es ein Elektrizitätswerk der Lichtgenossenschaft Furth r. GmbH, ein Kaffeehaus und eine Schamottefabrik.
Mit dem Anschluss Österreichs an Hitler-Deutschland wurden die Gemeinden Furth und Palt in die Gauhauptstadt Krems an der Donau eingegliedert.
Am 1. Jänner 1948 wurden Aigen, Furth, Palt und Steinaweg wieder selbstständig, bevor mit 1. Jänner 1967 diese vier Gemeinden zur Großgemeinde Furth bei Göttweig zusammengeschlossen wurden.
Am 13. November 1970 erfolgte der Beschluss zur Eingemeindung von Oberfucha, der mit 1. Jänner 1971 vollzogen wurde. Ein Anschluss an die Stadtgemeinde Krems wurde am 14. April 1972 abgelehnt.

### Einwohnerentwicklung
| Furth bei Göttweig: Einwohnerzahlen von 1869 bis 2025 | Furth bei Göttweig: Einwohnerzahlen von 1869 bis 2025 | Furth bei Göttweig: Einwohnerzahlen von 1869 bis 2025 | Furth bei Göttweig: Einwohnerzahlen von 1869 bis 2025 | Furth bei Göttweig: Einwohnerzahlen von 1869 bis 2025 |
| ----------------------------------------------------- | ----------------------------------------------------- | ----------------------------------------------------- | ----------------------------------------------------- | ----------------------------------------------------- |
| Jahr                                                  |                                                       |                                                       |                                                       | Einwohner                                             |
| 1869                                                  | 1869                                                  |                                                       | 1.509                                                 | 1.509                                                 |
| 1880                                                  | 1880                                                  |                                                       | 1.428                                                 | 1.428                                                 |
| 1890                                                  | 1890                                                  |                                                       | 1.599                                                 | 1.599                                                 |
| 1900                                                  | 1900                                                  |                                                       | 1.747                                                 | 1.747                                                 |
| 1910                                                  | 1910                                                  |                                                       | 1.804                                                 | 1.804                                                 |
| 1923                                                  | 1923                                                  |                                                       | 1.864                                                 | 1.864                                                 |
| 1934                                                  | 1934                                                  |                                                       | 1.909                                                 | 1.909                                                 |
| 1939                                                  | 1939                                                  |                                                       | 1.783                                                 | 1.783                                                 |
| 1951                                                  | 1951                                                  |                                                       | 2.120                                                 | 2.120                                                 |
| 1961                                                  | 1961                                                  |                                                       | 2.047                                                 | 2.047                                                 |
| 1971                                                  | 1971                                                  |                                                       | 2.051                                                 | 2.051                                                 |
| 1981                                                  | 1981                                                  |                                                       | 2.289                                                 | 2.289                                                 |
| 1991                                                  | 1991                                                  |                                                       | 2.471                                                 | 2.471                                                 |
| 2001                                                  | 2001                                                  |                                                       | 2.726                                                 | 2.726                                                 |
| 2011                                                  | 2011                                                  |                                                       | 2.911                                                 | 2.911                                                 |
| 2021                                                  | 2021                                                  |                                                       | 2.966                                                 | 2.966                                                 |
| 2025                                                  | 2025                                                  |                                                       | 3.003                                                 | 3.003                                                 |
| Quelle(n): Statistik Austria, Gebietsstand 1.1.2021   |                                                       |                                                       |                                                       |                                                       |

Das starke Bevölkerungswachstum von 1981 bis 2011 geht auf eine leicht positive Geburtenbilanz und besonders auf eine stark positive Wanderungsbilanz zurück.

## Kultur und Sehenswürdigkeiten
- Stift Göttweig

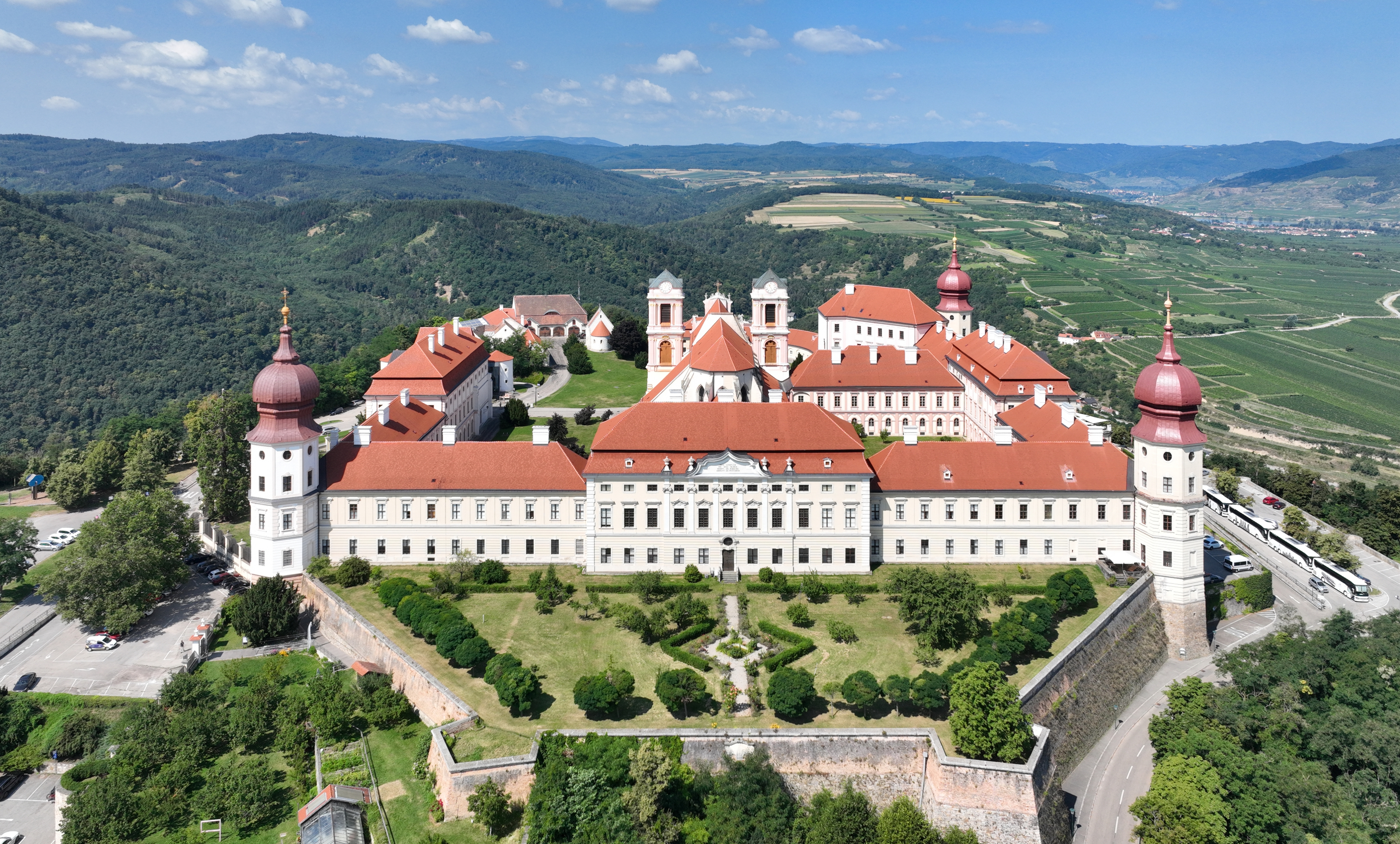
Benediktinerstift Göttweig

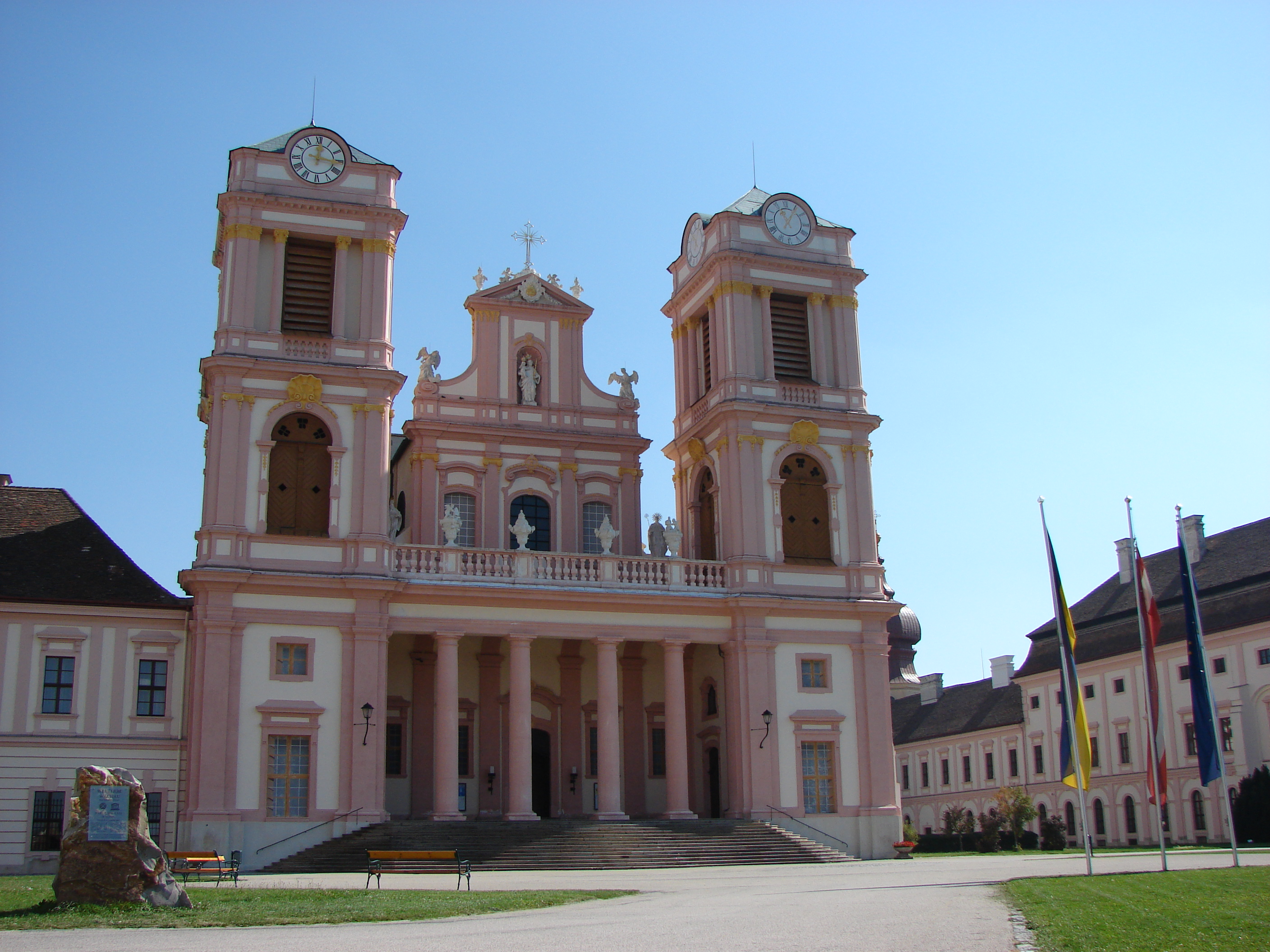
Stiftskirche Göttweig

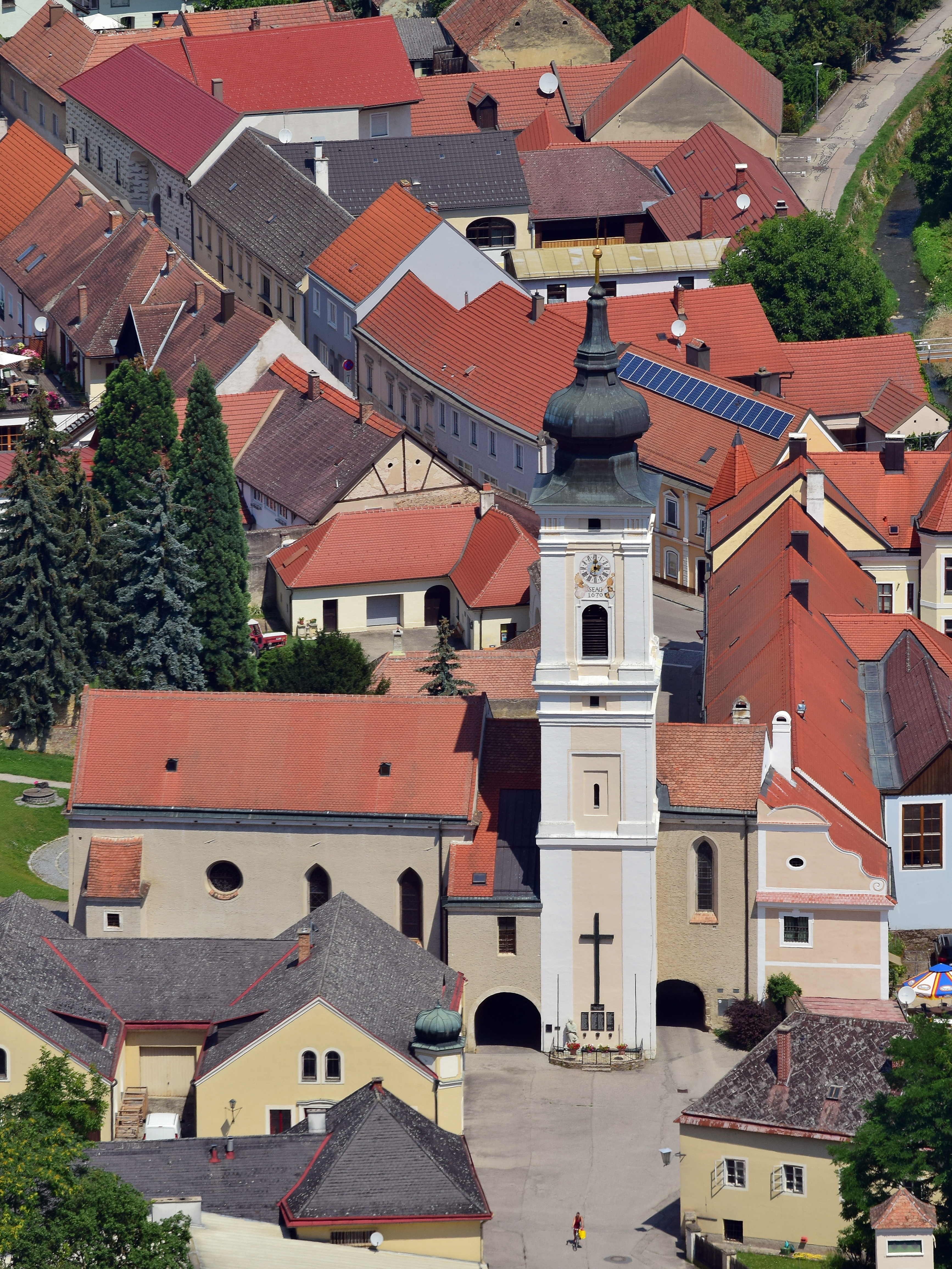
Pfarrkirche Furth bei Göttweig

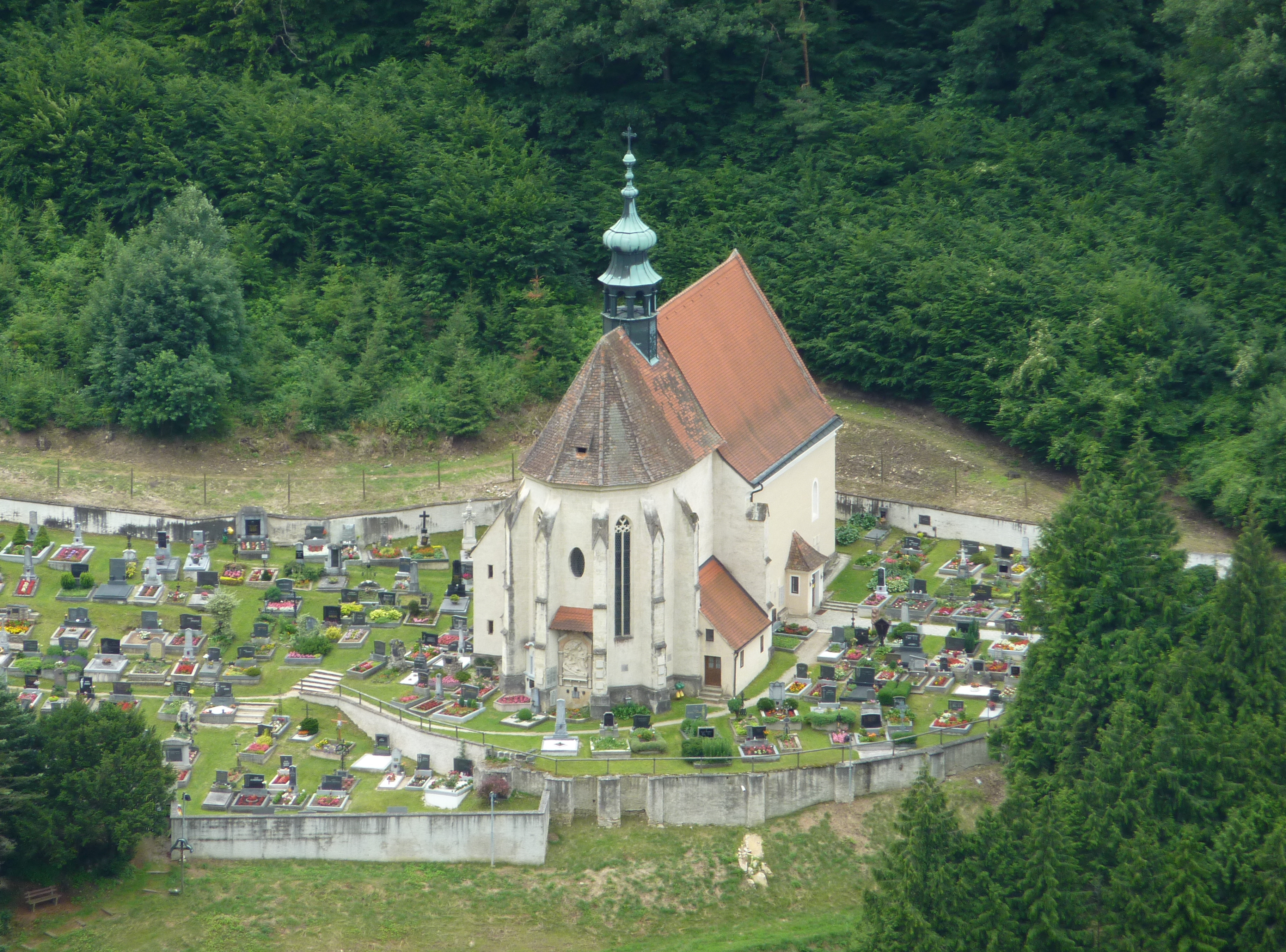
Filialkirche Klein-Wien, Blick vom Stift Göttweig aus

- Katholische Pfarrkirche Furth bei Göttweig hl. Wolfgang
- Katholische Filialkirche Klein-Wien hl. Blasius

Naturdenkmäler
- Hohlweg Zellergraben in der KG Furth
- Mammutbaum in der KG Göttweig

## Wirtschaft und Infrastruktur
Nichtlandwirtschaftliche Arbeitsstätten gab es im Jahr 2001 82, land- und forstwirtschaftliche Betriebe nach der Erhebung 1999 108. Die Zahl der Erwerbstätigen am Wohnort betrug nach der Volkszählung 2001 1162. Die Erwerbsquote lag 2001 bei 44,49 Prozent.

### Bildungseinrichtungen
In der Gemeinde gibt es einen Kindergarten, eine Volksschule und eine Neue Mittelschule.

## Politik

### Gemeinderat
Der Gemeinderat hat 21 Mitglieder.
- Mit den Gemeinderatswahlen in Niederösterreich 1990 hatte der Gemeinderat folgende Verteilung: 12 ÖVP, 8 SPÖ, und 1 FPÖ.
- Mit den Gemeinderatswahlen in Niederösterreich 1995 hatte der Gemeinderat folgende Verteilung: 11 ÖVP, 8 SPÖ, und 2 FPÖ.[7]
- Mit den Gemeinderatswahlen in Niederösterreich 2000 hatte der Gemeinderat folgende Verteilung: 12 ÖVP, 8 SPÖ, und 1 FPÖ.[8]
- Mit den Gemeinderatswahlen in Niederösterreich 2005 hatte der Gemeinderat folgende Verteilung: 13 ÖVP, und 8 SPÖ.[9]
- Mit den Gemeinderatswahlen in Niederösterreich 2010 hatte der Gemeinderat folgende Verteilung: 11 ÖVP, 9 SPÖ, und 1 FPÖ.[10]
- Mit den Gemeinderatswahlen in Niederösterreich 2015 hatte der Gemeinderat folgende Verteilung: 12 ÖVP, 8 SPÖ, und 1 FPÖ.[11]
- Mit den Gemeinderatswahlen in Niederösterreich 2020 hatTE der Gemeinderat folgende Verteilung: 11 ÖVP, 5 SPÖ, 4 Grüne und 1 FPÖ.[12]
- Mit den Gemeinderatswahlen in Niederösterreich 2025 hat der Gemeinderat folgende Verteilung: 11 ÖVP, 4 SPÖ, 4 Grüne und 2 FPÖ.[13]

### Bürgermeister
- 1970–1981 Josef Schöller (ÖVP)
- 1981–2003 Josef Ramoser (ÖVP)
- 2003–2009 Martha Löffler (ÖVP)
- 2009–2013 Alfred Bruckner (ÖVP)
- 2013–2025 Gudrun Berger (ÖVP)
- Seit 2025 Wolfgang Übl (ÖVP)

### Wappen
Ein durch einen silbernen Schrägrechts-Wellenbalken geteilter Schild, das obere rote Feld belegt mit einem, über drei aus der Schildesteilung emporragenden grünen Spitzen, schwebenden goldenen Tatzenkreuz, das untere grüne Feld belegt mit einer goldenen Binde, die unterhalb der Schildesteilung hindurchreicht.

### Gemeindepartnerschaften
- Domažlice/Taus in Tschechien
- Furth im Wald in Deutschland
- Ludres in Frankreich

## Persönlichkeiten
- Mathias Lager (1705– ?), Großvater mütterlicherseits von Franz Liszt
- Leopold Hacker (1843–1926), Benediktiner, Mineraloge und Höhlenforscher, geboren in Göttweig
- Ambros Zündel (1846–1905), Lehrer und Archäologe
- Anton Wilthum (1888–1946), nationalsozialistischer Kreisleiter im Kreis Krems
- Hans Sterneder (1889–1981), Schriftsteller
- Siegfried Stoitzner (1892–1976), Maler
- Gerhard Herndl (* 1956), Meeresbiologe
- Florian Freistetter (* 1977), Astronom, Autor und Blogger
- Michael Roher (* 1980), Kinderbuchautor und Illustrator